# Vitali Pushnitski
Vitali Pushnitski (en ruso: Вита́лий Ю́рьевич Пушни́цкий, 7 de julio de 1967) es un artista que reside en San Petersburgo, Rusia. Es pintor, escultor, artista gráfico y creador de instalaciones, objetos de arte y multimedia. Está considerado uno de los principales artistas contemporáneos de Rusia.

## Biografía
Vitali Pushnitski nació en 1967 en Leningrado, URSS. Después de escuela secundaria de arte en 1988 ingresó en el Instituto Académico de San Petersburgo de Pintura, Escultura y Arquitectura, facultad de Artes Gráficas. Después de graduación en 1994 fue miembro de Unión de Artistas de San Petersburgo. Desde 2002 está trabajando y estudiando por todo el mundo:
2002 — Kala Art Institute. Nueva York, San Francisco, EE UU
2005 — Jawaharlal Nehru University. New Delhi, India
2007 — The Tamarind Institute, Universidad de Nuevo México. Albuquerque, NM, EE UU
2012 — Cite International des Arts. Paris, Francia
Sus exposiciones individuales tuvieron lugar en el Museo Estatal Ruso (2002), el Museo del Hermitage (2006), el Museo de Arte Moderno de Moscú (2012) y numerosas otras galerías en Rusia y en el exterior.

En 2011 el editorial Británico de arte Phaidon incluye a Vitali Pusnitski en la lista de 115 artistas internacionales destacados por su contribución extraordinarias a la pintura contemporánea.

## Galería

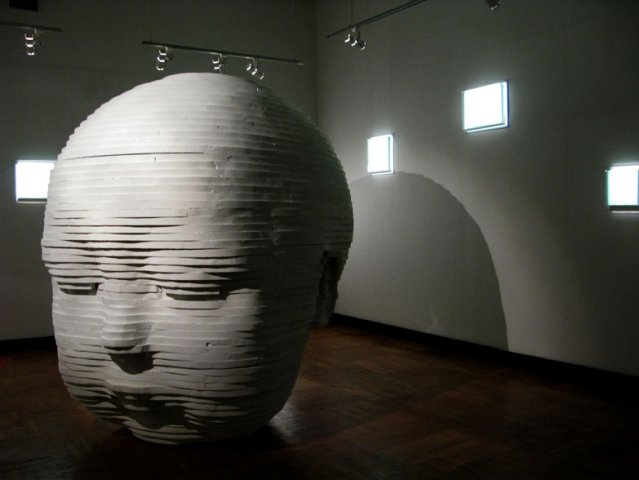
"Hijo", espuma de propileno, 300x300x300 cm, 2008
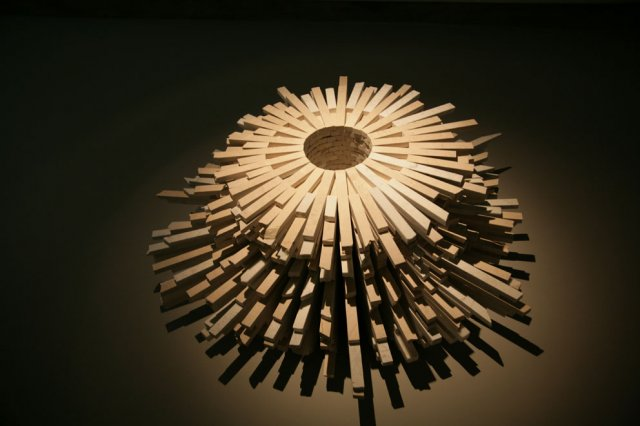
"La estructura del tiempo", mármol,  45x60 cm, 2009
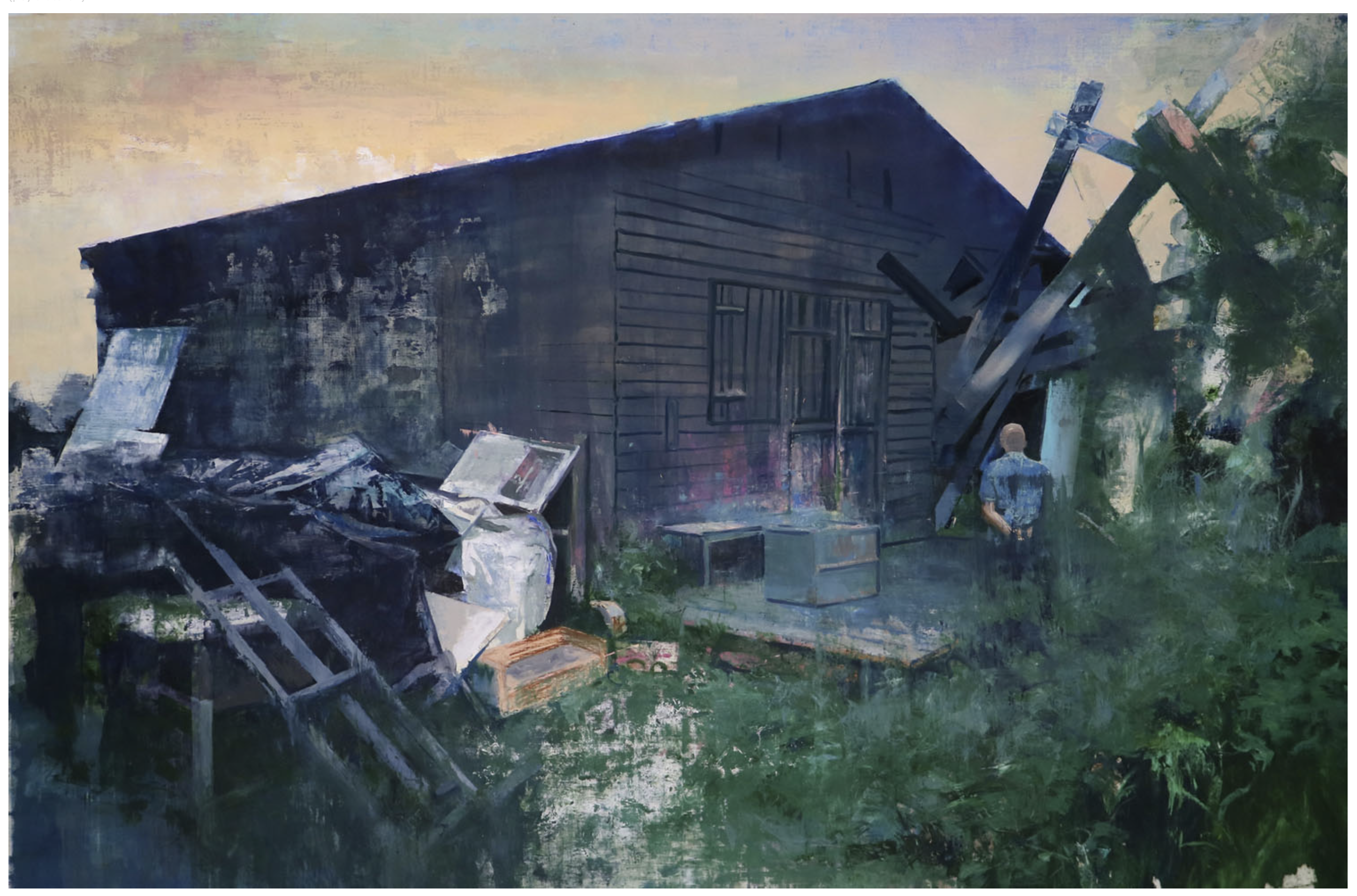
Estudio. Esperanza #16, óleo sobre tela, 195x295 cm, 2018
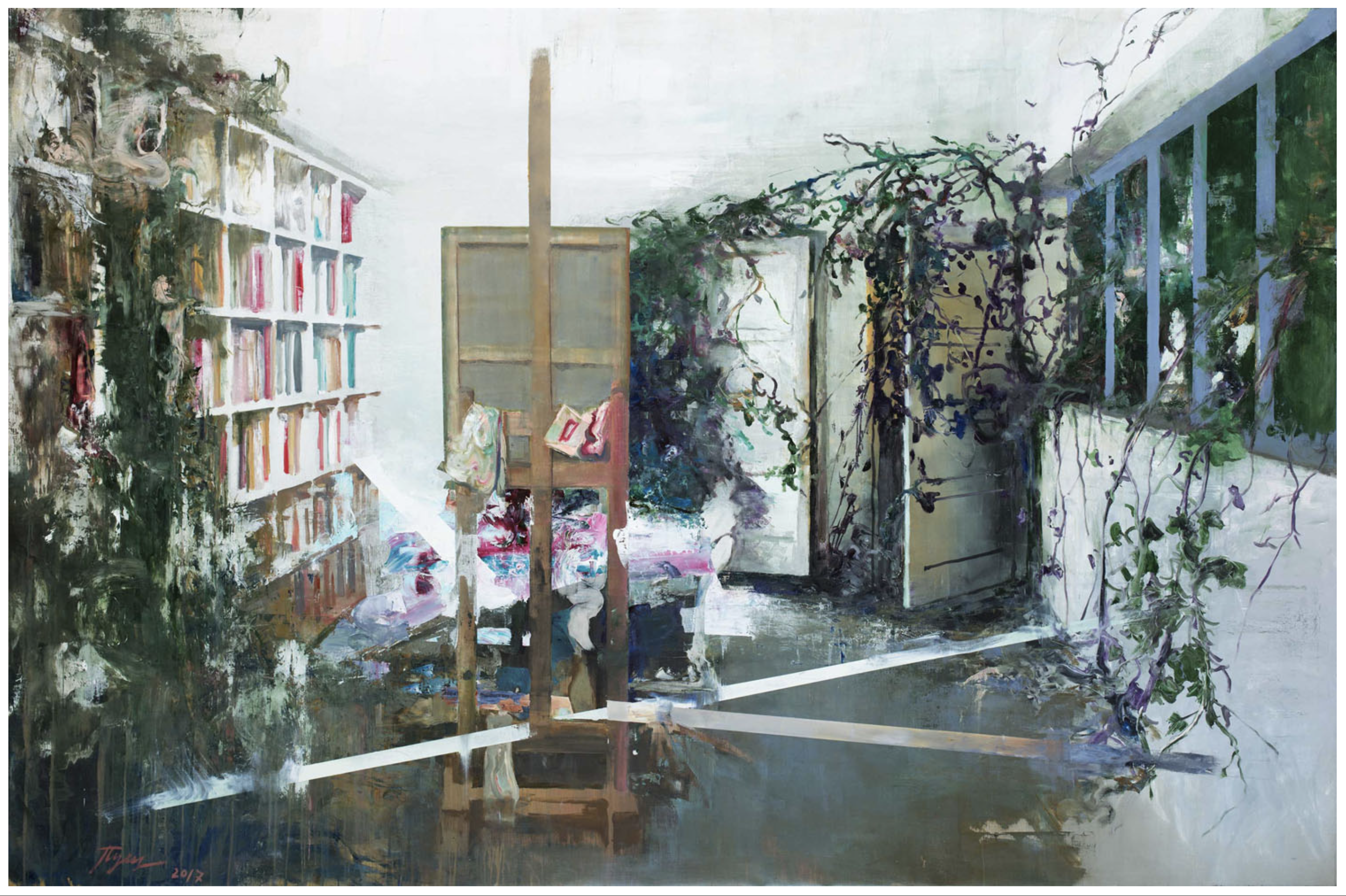
Estudio. Esperanza #14, Tokyo, óleo sobre tela, 190x290 cm, 2018
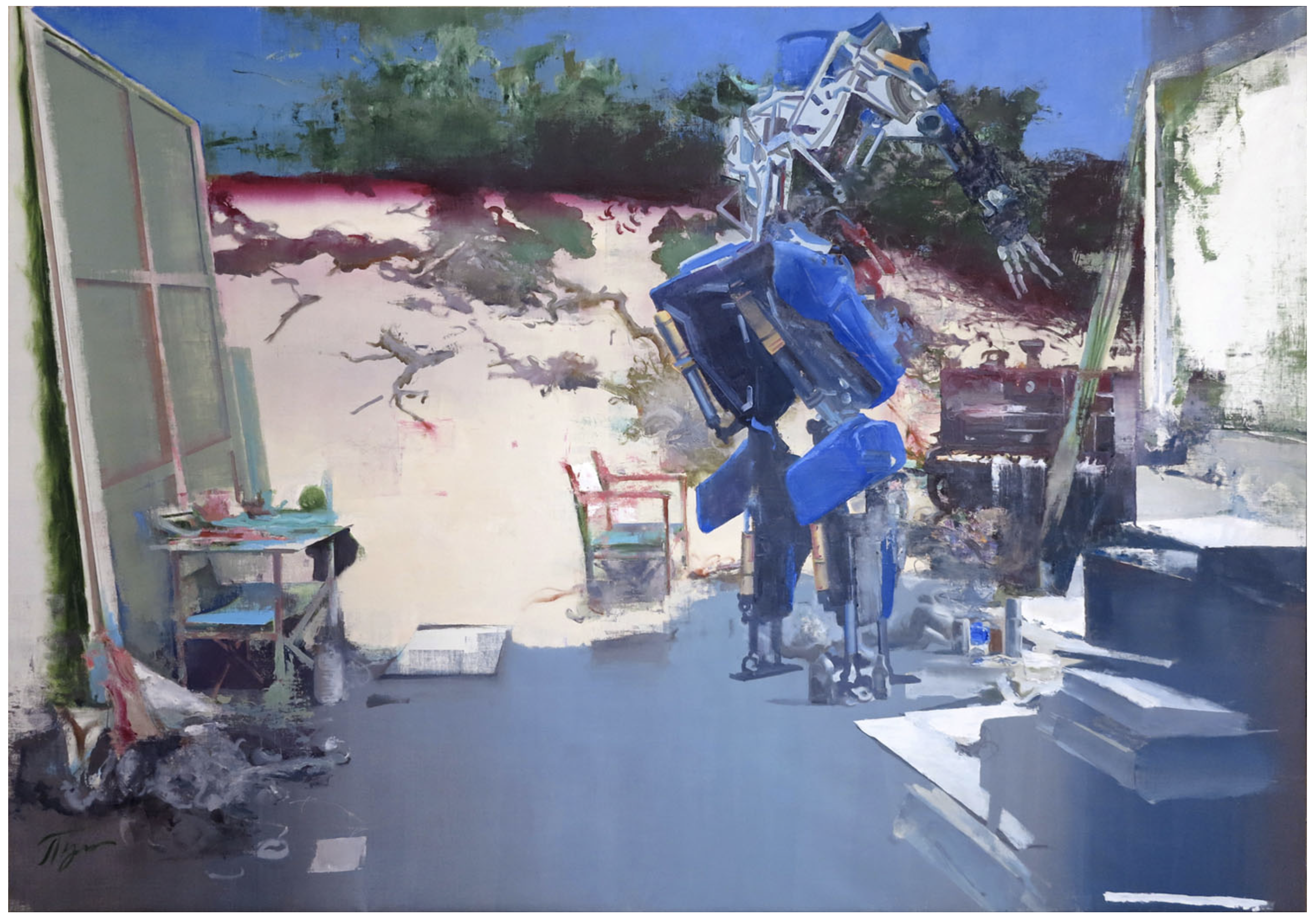
Estudio. Mis ojos habiéndolo visto todo, regresaron a los crisantemos, óleo sobre tela, 190x295 cm, 2019
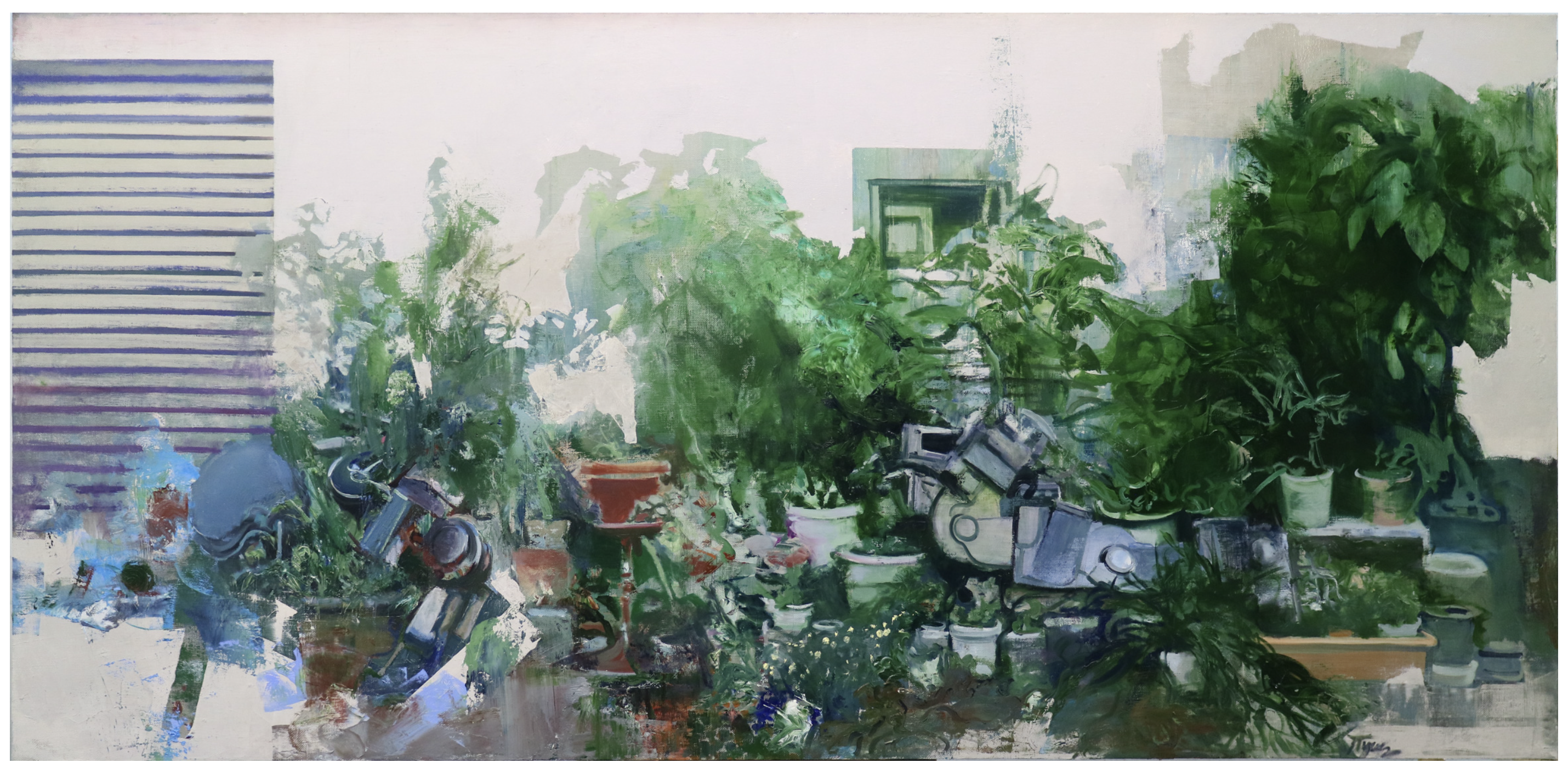
Tokyo. El vuelo de la mariposa nocturna, óleo sobre tela, 130x250 cm, 2019

## Colecciones de museos y Fundaciones
- Museo Estatal Ruso. San Petersburgo, Rusia
- Museo de Arte Moderno de Moscú. Rusia
- Museo de Arte Contemporáneo ERARTA. San Petersburgo, Rusia
- Museo Novy. San Petersburgo, Rusia
- ArtLink. Nueva York, EE. UU.
- Chairman, Museo de Arte de Aldrich. Nueva York, EE.UU.
- Museo de Arte contemporáneo art4.ru. Moscú, Rusia
- Museo de Sueño de Freud. San Petersburgo, Rusia
- Instituto de arte Kala. Berkeley, San Francisco, EE.UU.
- Instituto de arte de Kolding. Dinamarca
- Fundación de arte Kolodzei, Highland Park, NJ, EE.UU.
- Museo de Arte Contemporáneo de Perm, Rusia
- Colección Red Bull, Salzburgo, Austria
- Fundación RuArts. Moscú, Rusia
- Centro de Museos en Krasnoyarsk, Rusia
- El Centro Nacional de Arte Contemporáneo. Moscú, Rusia
- Galería Estatal de Arte. Kaliningrad, Rusia
- Museo Estatal de Arte. Novosibirsk, Rusia

## Exposiciones individuales
2020
- Respiración. Erika Deak Gallery. Budapest, Hungría

2018
- Growing Painting. pop/off/art gallery. Moscú, Rusia
- TRIBUTE. Pintura. Museo Novy. San Petersburgo, Rusia

2017
- Estudio. Esperanza. CosMoscow. Moscú, Rusia
- TRIBUTE. Erika Deak Gallery. Budapest, Hungría
- TRIBUTE. Masters School. San Petersburgo, Rusia

2016
- Esperando. Galería de Marina Gisich. San Petersburgo, Rusia

2015
- Hábitat. Estudio. CosMoscow. Moscú, Rusia
- Punto de vista. Luna. pop/off/art gallery. Moscú, Rusia

2014
- Punto de vista. Luna. pop/off/art gallery. Moscú, Rusia
- INDEX14. Galería Savina. San Petersburgo, Rusia
- INDEX13/14. UralVision Galería. Ekaterinburgo, Rusia

- Dejado para mañana. Galería de Marina Gisich. San Petersburgo, Rusia
- Puntos de vista. Parte III. ТК Galeria D'Art. Barcelona, España

2012
- Puntos de vista. Parte II. Museo Novy. San Petersburgo, Rusia
- Puntos de vista. Parte I. Erika Deak Gallery. Budapest, Hungría
- Mecanismos del Tiempo. Museo de Arte Contemporáneo. Moscú, Rusia
- Punto. pop/off/art gallery. Moscú, Rusia

- El Azul de Verdad Nunca se Mancha. Frantz Gallery Space. Nueva York, EE.UU.
- Punto. Galería Korjaamo. Helsinki, Finlandia
- Salida. Galería de Marina Gisich. San Petersburgo, Rusia
- Quemadura. Al-Gallery. San Petersburgo, Rusia
- Fecha de nacimiento. Sputnik Gallery. Nueva York, EE.UU.

2010
- Sentido de escala. TK Galeria D'Arte. Barcelona, España
- Luz recuperada. Galería Estatal de Arte. Perm, Rusia

2009
- Luz recuperada. 6.º Bienal de Arte Gráfico de Novosibirsk. El Museo Estatal de Arte. Novosibirsk, Rusia
- Luz recuperada. El Centro de Museos. Krasnoyarsk, Rusia
- Prisiones, Templos y Bancos. Galería Huset Guldager. Bloven, Dinamarca
- Aquí&Ahora. Proyecto Fabrika. Moscú, Rusia (3.º Bienal de Arte Contemporáneo de Moscú, exposición paralela)
- Aquí&Ahora. Al-Gallery. San Petersburgo, Rusia
- Célula: Solitary Confinement. Fundación RuArts. Moscú, Rusia

2008
- HIJO. Al-Gallery. San Petersburgo, Rusia
- Reconstrucción. Galería Atelier №2. Moscú, Rusia (con P.Bely)
- Incidere Venecia. pop/off/art Gallery. Moscú, Rusia
- Quemadura. Frantz Gallery Space. Nueva York, EE.UU.
- Fecha de nacimiento. Galería Marina Gisich. San Petersburgo, Rusia

2007
- Algunas Letras del Borde de Imperio. Al-Galería. St Petersburg, Rusia
- LUX. pop/off/art Gallery Moscú, Rusia (2.º Bienal de Arte Contemporáneo de Moscú, exposición paralela)

2006
- El Siglo de Hierro. El Museo del Hermitage. El Centro Nacional del Arte Contemporáneo. San Petersburgo, Rusia
- Atmósfera. Galería Huset Guldager. Grindsted, Dinamarca

2005
- Raíces. Terra Artis. Kuhmalahti, Tampere, Finlandia
- Reacción. Galería D-137. San Petersburgo, Rusia
- Impresiones. AM Gallery/pARTner Gallery. Moscú, Rusia

2004
- Introspección. Galería de Marat Guelman. Moscú, Rusia

2003
- Retraducción. El Centro Nacional de Fotografía. San Petersburgo, Rusia
- SKY. Galería KvadraT. San Petersburgo, Rusia
- La Luz Desnuda. White Space Gallery. Londres, Gran Bretaña
- Joseph Brodsky, Urania. El Museo de Akhmatova en la Casa Fontanny (Palacio de Sheremetev). San Petersburgo, Rusia

2002
- Introspección. El Museo Estatal Ruso. San Petersburgo, Rusia

2001
- El Poeta del Siglo de Hierro. Galería 103. Pushkinskaya 10. San Petersburgo, Rusia
- Circenses et Panem. Holstebro Musik Teater. Holstebro, Dinamarca

- Inventarización. Kunstkamera. Arte contemporáneo en un Festival de Museo Tradicional. San Petersburgo, Rusia
- Introspección. Gallery Garden. Grindsted, Dinamarca
- Artista ruso. Museo Olgod. Olgod, Dinamarca
- Cajas negras de los Sueños. Museo de Sueño de Freud. San Petersburgo, Rusia

1999
- Reflexiones. Galería A-Ya. El Centro Nacional de Fotografía. San Petersburgo, Rusia

- Reflexiones. Gallery Garden. Grindsted, Denmark

1997
- Artista ruso. Hospital privado. Abenra, Dinamarca
- Artista ruso. Biblioteca de la ciudad. Horsens, Dinamarca

1996
- Artista ruso. Instituto político. Nykobing-Falster, Dinamarca
- Artista ruso. El Proyecto de Capital Europea de la Cultura . Old Huset. Kolding, Dinamarca

1995
- El río, el Ventalle y la Espada. Galería Borey. San Petersburgo, Rusia

1994
- Solo. Galería Jiron. San Petersburgo, Rusia

## Exposiciones grupales
2019
- 10º Bienal de Moscú, proyecto principal: Orientación en el Terreno, Moscú, Rusia
- Arraigado al Lugar. Museo de Arte Urbano, San Petersburgo, Rusia
- Vida después de la Vida. La Sala Central de Exposición Manege. San Petersburgo, Rusia
- Belleza +/-. La Sala Central de Exposición Manege. San Petersburgo, Rusia

2018
- Rotura. Fundación Ekaterina. Moscú, Rusia
- Bajo el Manto de la Realidad. Galería de Marina Gisich. San Petersburgo, Rusia
- Choice. Sam Ducan Gallery. Leipzig, Alemania

2017
- Interpretaciones. Universidad Ca’Foscari, Cyland Media Art Lab. Venecia, Italia
- Interpretaciones. 10º Cyberfest. Academia de Bellas Artes. San Petersburgo, Rusia

2016
- 5º Bienal de Balticas, San Petersburgo, Rusia
- Russian Contemporary: Drawing. No Limits. Londres, Gran Bretaña
- Trazas de Mente. Сyfest NYC. Pratt Institute. Nueva York, EE.UU

2015
- Procedencia. Galería de Marina Gisich. San Petersburgo, Rusia
- Rusia. Realismo. siglo XXI. El Museo Estatal Ruso. San Petersburgo, Rusia
- Imagen después de Pintura. Academia de Bellas Artes. San Petersburgo, Rusia
- Real in Irreal. Museo Wooyang. Gwangju, Corea del Sur
- Pavilion de la república de Mauricio, 56.ª Exposición de Arte International, Venecia, Italia
- On my Way. Universidad Ca’Foscari, Cyland Media Art Lab. Venecia, Italia

2014
- Жи/Ви: Relación entre Pintura y Video. Galería en la calle Solyanka. Moscú, Rusia
- Condiciones de conservación. Anna Nova Art Gallery. San Petersburgo, Rusia
- Otra Casa. Manifesto 10, exposición paralela. Frantz Gallery Space, San Petersburgo, Rusia
- Cristalización. Museo de arte contemporáneo. Turku, Finlandia
- Señal #1 & #2. San Petersburgo, Rusia

2013
- Capital of Nowhere. Universidad Ca’Foscari, Cyland Media Art Lab. Venecia, Italia
- Dibujo actual. El Museo Estatal Ruso. San Petersburgo, Rusia
- NightFall. Rudolfinum Gallery. Praga, República Checa

2012
- Exposición de los candidatos al Premio de Kandinsky. Moscú, Rusia
- NightFall. MÓDEM. Debrecen, Hungría
- Sombra del tiempo. El Museo Estatal-Reserva Tsaritsyno. Moscú, Rusia
- Exposición de los candidatos al Premio de Kuriojin. San Petersburgo, Rusia

2011
- El Vacío. Fundación RuArts. Moscú, Rusia
- La caída de San Petersburgo. Name Gallery. San Petersburgo, Rusia
- El Libro del Artista. El Museo de Arte Contemporáneo ERARTA. San Petersburgo, Rusia
- Perspectiva inversa, pop/off/art Gallery. Moscú, Rusia (4.º Bienal de Arte Contemporáneo de Moscú, exposición paralela)
- Foro de Colección privada. Museo de Arte Contemporáneo, Perm, Rusia
- Mito. Maquina. Persona. Erika Deak Gallery. Budapest, Hungría
- Puertas. El Museo Estatal Ruso. San Petersburgo, Rusia
- Negro y Blanco. Museo de Arte Contemporáneo, Perm, Rusia
- 10.º Aniversario de la Galería. Galería de Marina Gisich. San Petersburgo, Rusia

2010
- La Escultura Nueva: Caos y Estructura. Novy Museo. St Petersburg, Rusia
- Duelo. Fundación RuArts. Moscú, Rusia
- Exposición de los candidatos al Premio de Kandinsky. Moscú, Rusia
- Día de Puertas Abiertas: Una Mansión – Un Gimnasio – Una Clínica – Un Museo. Museo de Arte Contemporáneo de Moscú. Rusia
- Negro y Blanco. Galería Modernariat. San Petersburgo, Rusia
- Arte Siempre Diferente. Colección de Victor Bondarenko. Museo de Arte Contemporáneo de Moscú. Rusia

2009
- La Escultura Nueva: Caos y Estructura. Galería en la calle Solyanka. Moscú, Rusia
- Los Rusos. Ober Gallery. Kent, Nueva York, EE.UU.
- El Arte sobre el Arte. El Museo Estatal Ruso. San Petersburgo, Rusia
- Silencio. La Fábrica de la Bandera Roja. San Petersburgo, Rusia
- Muestra me un Héroe. Calvert 22. Londres, Gran Bretaña
- Reciclaje. El Museo del Hermitage. El Centro Nacional de Arte Contemporáneo. St Petersburg, Rusia
- Paisaje. Fundación RuArts. Moscú, Rusia
- Distancia. 8.º Bienal de Museo de Krasnoyarsk. El Centro de Museos. Krasnoyarsk, Rusia

2008	
- Exposición de los candidatos al Premio de Kandinsky. Moscú, Rusia
- Boris Iofan y El Nuevo Babel. Galería Atelier #2. Moscú, Rusia

2007
- La Era de Cosmos. El Museo central de Communication de A.S. Popov. San Petersburgo, Rusia
- El Arte de siglo XX en San Petersburgo. La Sala Central de Exposición Manege. San Petersburgo, Rusia
- Algo sobre el Poder. 2.º Bienal de Arte Contemporáneo de Moscú. Casa de Artista. Galería L. Moscú, Rusia
- No me falta Ningún Mapa. El Museo de Akhmatova en la Casa Fontanny (Palacio de Sheremetev). Fundación Soros. San Petersburgo, Rusia
- El Nuevo Angelario. Museo de Arte Contemporáneo de Moscú. Rusia

2006
- Despierta! 3.º Bienal del Báltico. Raumi, Finlandia
- Espacio I. Galería Occidental. Moscú, Rusia
- Espacio I. Proyecto Belka&Strelka. San Petersburgo, Rusia
- Russia Fly By Hungart-7. Salzburg, Austria
- Vanguardia nueva de Rusia. Sala de exposición BurdaYukom. Múnich, Alemania.
- Círculo III. Proyecto Belka&Strelka. San Petersburgo, Rusia

2005
- Pasos. Universidad Jawaharlal Nehru, Nueva Delhi, India
- Nimbe Para la Casa. Kuhmalahti, Tampere, Finlandia
- Luz I. Belka&Strelka Proyecto. San Petersburgo, Rusia
- En memoria de Newton. El Proyecto Multidisciplinar. El Centro Nacional de Arte Contemporáneo. San Petersburgo, Rusia
- Hago Clic, por lo tanto existo. MArs Gallery. Moscú, Rusia
- Proyecto humano. Los de Piter. 1.º Bienal de Arte Contemporáneo de Moscú. Casa de Artista. Moscú, Rusia
- Era un Hombre Alto ... 100.º Aniversario de Daniil Kharms. El Museo Estatal Ruso. San Petersburgo, Rusia
- Caras. MArs Gallery. Galería de Marat Guelman. Moscú, Rusia
- Collage ruso en siglo XX. El Museo Estatal Ruso. San Petersburgo, Rusia

2004
- El Emperador Pablo I: La Imagen Moderna del Pasado. El Museo Estatal Ruso. San Petersburgo, Rusia
- Peldaño al Cielo. ARTE-Kliazma. Moscú, Rusia
- Silencio. El Museo Estatal de Arte. Novosibirsk, Rusia
- NA KURORT. Kunsthalle. Baden-Baden, Alemania
- Mimetismo. El pueblo del artista. San Petersburgo, Rusia

2003
- Tocame. El Museo de Akhmatova en la Casa Fontanny (Palacio de Sheremetev). Fundación Soros. San Petersburgo, Rusia
- El Espacio de Cuadro — Espacio de Realidad. El Museo de Akhmatova en la Casa Fontanny (Palacio de Sheremetev). Instituto Goethe. San Petersburgo, Rusia
- Digital-Análogo. Conteo nuevo. Galería de Marat Guelman. Casa de Artista. Moscú, Rusia
- Artistas rusos. Gallery Garden. Grindsted, Dinamarca.
- Proyecto Arquitectura Viva: Parque de Escultura y Relajamiento. El Museo de Akhmatova en la Casa Fontanny (Palacio de Sheremetev). Fundación Soros. San Petersburgo, Rusia

2002
- Héroes Perdidós. ARTGenda. Hamburgo, Alemania
- MIR-PEACE. Galería Borey. San Petersburgo, Rusia
- Re: MIR-PEACE. ArtAgents Gallery. Hamburgo, Alemania.
- Álbum de licenciamiento. El Museo de Akhmatova en la Casa Fontanny (Palacio de Sheremetev). Fundación Soros. San Petersburgo, Rusia
- MEDIA-PRIVET. El Museo Estatal Ruso. San Petersburgo, Rusia

2000
- Festival de arte de San Petersburgo. Musikhouset. Esbjerg, Dinamarca
- Cajas negras de los Sueños. Introspección. Proyecto para 3.º festival internacional de Performance y Arte Experimental. San Petersburgo, Rusia
- Temporada Baja. Art-Clínica. San Petersburgo, Rusia

1999
- El Arte de Bodegón. El Museo Estatal Ruso. San Petersburgo, Rusia
- 4.º Bienal Internacional de Arte Gráfico. El Museo Estatal de Arte. Novosibirsk, Rusia
- Leyendas y mitos. El Museo Estatal Ruso. San Petersburgo, Rusia

1997
- Paisaje cultural de Kaliningrad. La Galería Estatal de Arte. Kaliningrad, Rusia
- Ventana hacia Holanda. Ámsterdam, Holanda

1996
- 4.º Bienal Internacional de Arte Gráfico. La Galería Estatal de Arte. Kaliningrad, Rusia

## Enlaces
- La página web de Vitali Pushnitski

- Datos: Q4384839